# 비산중학교
비산중학교(飛山中學校)는 대한민국 경기도 안양시 동안구 비산동에 있는 공립 중학교이다.

## 학교 연혁
- 2005년 12월 26일 : 학교 설립인가(11학급)
- 2006년 3월 1일 : 개교, 초대 이윤옥 교장 취임
- 2006년 3월 3일 : 제1회 입학식(430명)
- 2009년 2월 17일 : 제1회 졸업식(437명)
- 2009년 4월 20일 : 다목적 체육관 어우러짐 완공
- 2010년 3월 2일 : 특수학급 1학급 인가(34학급 편성)
- 2020년 5월 30일 : 명상숲(학교숲) 조성
- 2022년 3월 1일 : 제6대 고미정 교장 취임
- 2024년 1월 5일 : 제16회 졸업식(128명)
- 2024년 3월 4일 : 제19회 입학식(82명)

## 참고 자료
- 비산중학교 - 한국교육학술정보원 학교알리미